# Bána Apa
Bána Apa ispán a besenyő eredetű Katapán (Koppán) nemzetségből kivált Bána nemzetség egyik ágának ősatyja, a cseszneki és milványi báró és gróf Cseszneky család feltételezhető őse. Egy 1230-ból származó oklevélből tudjuk, hogy IX. Gergely pápa kivizsgálta a pannonhalmi apátság panaszát, mely szerint Bána nembeli Apa ispán és fia, Jakab elfoglalták az apátság gönyűi földjeit és vizafogó vizeit. Apa ispán fontos tisztségeket viselt II. András uralkodása idején, akit szentföldi hadjáratára is elkísért. Az említett Jakab nevű fián kívül, atyja volt Bána nembeli Mihály lovászmesternek és bolondóci várispánnak, s általa nagyatyja a cseszneki várat építtető Cseszneki Jakab és Cseszneki Pál királyi kardhordozóknak s Cseszneki Mihály dolosdi és gönyűi birtokosnak.